# Vedres Márk

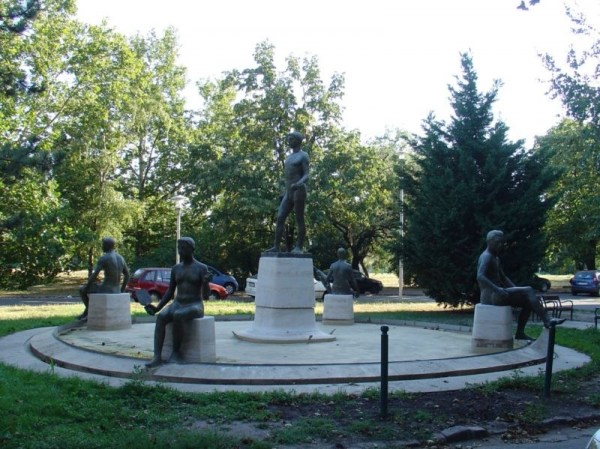
Vedres Márk Béke kút c. szoborcsoportja Budapesten (posztumusz, 1962-ben került felállításra)

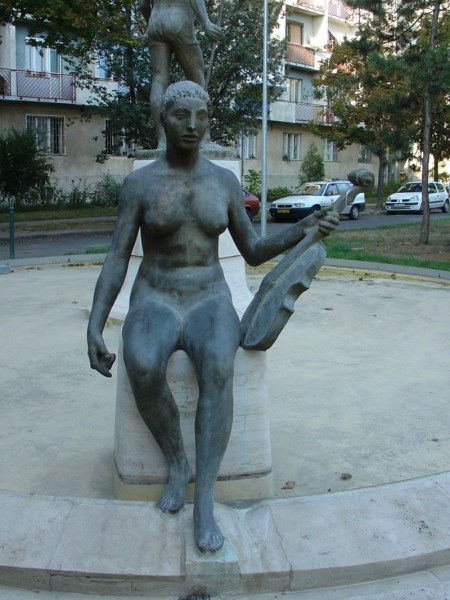
Béke kút szoborcsoport (részlet) Nő hegedűvel

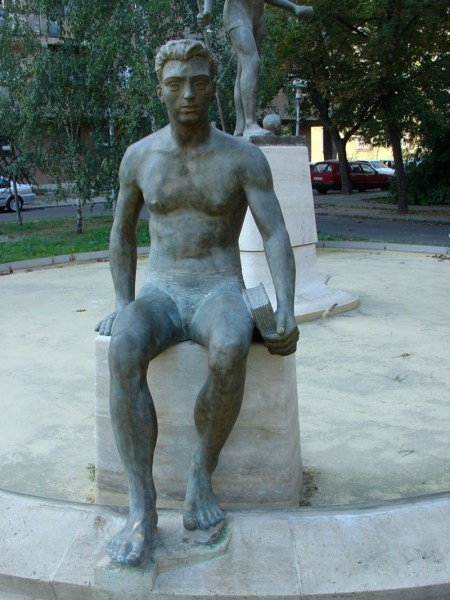
Béke kút szoborcsoport (részlet) Férfi könyvvel

Vedres Márk, született Weinberger Majer (Ungvár, 1870. szeptember 13. – Budapest, 1961. augusztus 12.) magyar szobrászművész. Stílusa a kubizmus és a neoklasszicizmus metamorfózisa.

## Életpályája
Weinberger Sámuel és Guttmann Róza fia. Münchenben Hollósy Simon, Párizsban Auguste Rodin tanítványa volt, 1915-től Budapesten élt és alkotott. Klasszikus szerkezetű, részleteiben az emberi test jellegzetes vonásait tükröző kisméretű bronzszobrokat, a síkszerűség szabályait tiszteletben tartó domborműveket készített korai alkotói periódusában. A Nyolcak művészcsoport tagja volt, együtt állították ki műveiket. 1915-1934-ig Firenzében élt és alkotott, ahol Adolf von Hildebrand (1847-1921) német szobrász köréhez csatlakozott. Az Európa-szerte népszerű szobrász nagy hatással volt Vedres Márkra, Vedres gyakran azonos vagy hasonló témákat dolgozott fel. 1934-től végleg Budapesten telepedett le.
1930-as évektől a test felépítését, az egyensúly, a mozgás törvényeit és a térbeliség problémáit oldotta meg többnyire márványból készült szobrain és domborművein. Termékeny alkotó volt, egyre több kiállításon szerepelt mind Magyarországon (Budapesten), mind külföldön (Párizsban, Berlinben, Bécsben, Velencében, Londonban, Kölnben, Amszterdamban). Szobrai San Franciscóba is eljutottak, mindenütt díjakat nyert, kitüntetéseket kapott. Kisplasztikái szinte kivétel nélkül aktábrázolások, kedvelt díszei lehettek a nagypolgári lakásoknak.
Köztéri szobrai közül ismert a Béke kútja című több alakos, monumentális alkotása, Budapest, XIII. kerület, Thälmann út (mai nevén Tahi utca) 20. szám alatt került felállításra posztumusz 1962-ben. Leírása a Köztérkép nyomán:
Mintegy 1000 cm-es átmérőjű, belül kék színű mozaikkockával bélelt medence közepén c. 160 cm kő talpazat, c. 250 cm magasságú bronz halászlegény szigonnyal, hallal. A medence szélén c. 80 cm-es kőtömbökön 180 cm-es magas ülő alakok. A tudományt szimbolizáló ifjút könyvvel. a művészetet jelképező leányt hegedűvel, a sportot megtestesítő nőalakot asztalitenisz ütővel, a fiút labdával ábrázolta.
Vedres Márknak Firenzében és Svájcban is állnak köztéri szobrai.
Házastársa Pollacsek Matild volt, akivel 1902. március 18-án Budapesten, az V. kerületben kötött házasságot.
Budapesten érte a halál, a Kerepesi temetőben nyugszik.

## Emlékezete, hagyatéka
Halála után a Magyar Nemzeti Galéria rendezett emlékkiállítást műveiből 1962-ben. Legtöbb művét a Magyar Nemzeti Galéria őrzi, amik nagyobbrészt gipszöntvények, de vannak alkotásai a székesfehérvári Deák Gyűjteményben is és más európai területeken, sőt Amerikában is.

## Művei (válogatás)
- 1902 Fiú (bronz, magasság: 20 cm; Deák Gyűjtemény – Városi Képtár, Székesfehérvár)
- 1903 Első emberpár (bronz, magasság: 36,5 cm; Magyar Nemzeti Galéria, Budapest)
- 1903 Éneklő fiú (Magyar Nemzeti Galéria, Budapest)[7]
- (1904 körül) Sarukötő (bronz, magasság: 37,4 cm; Magyar Nemzeti Galéria, Budapest)
- 1905 Fuvolázó fiú (bronz, magasság: 36 cm; Janus Pannonius Múzeum, Pécs)
- 1908 Leány (bronz, magasság: 25 cm; Deák Gyűjtemény – Városi Képtár, Székesfehérvár)
- 1908 Tehervivő férfiakt : kőhordó (bronz, magasság: 38 cm; Janus Pannonius Múzeum, Pécs)
- 1910 Álló női akt (bronz, magasság: 49 cm; magántulajdonban)
- (1911 előtt) Korsós lány (bronz, magasság: 37,5 cm; Magyar Nemzeti Galéria, Budapest)
- (1913 körül) Álló fiú (bronz, magasság: 63,5 cm; Magyar Nemzeti Galéria, Budapest)
- 1925 Pihenés (gipsz, magasság: 60 cm; Magyar Nemzeti Galéria, Budapest)
- 1926 Lépő női akt (gipsz, magasság: 102 cm; Magyar Nemzeti Galéria, Budapest)
- 1928 Fekvő női akt (gipsz, magasság: 22 cm; Magyar Nemzeti Galéria, Budapest)
- 1928 Pihenő nő (gipsz, magasság: 110 cm; Magyar Nemzeti Galéria, Budapest)
- 1929 Két nővér (gipsz, magasság: 43 cm; Magyar Nemzeti Galéria, Budapest)
- 1929 Mellét fogó ülő női akt (gipsz, magasság: 72 cm; Magyar Nemzeti Galéria, Budapest)
- 1925-1934 Ülő női akt (gipsz, magasság: 57 cm; Magyar Nemzeti Galéria, Budapest)
- 1925-1934 Könyöklő női akt (gipsz, magasság: 60 cm; Magyar Nemzeti Galéria, Budapest)
- 1925-1934 Két nővér (gipsz, 87 x 64 cm; Magyar Nemzeti Galéria, Budapest)
- 1925-1934 Halász fiú (gipsz, magasság: 105 cm; Magyar Nemzeti Galéria, Budapest)
- 1925-1934 Haját fogó női akt (gipsz, magasság: 96 cm; Magyar Nemzeti Galéria, Budapest)
- 1925-1934 Kezét csípőre tevő nő (gipsz, magasság: 90 cm; Magyar Nemzeti Galéria, Budapest)
- 1925-1934 Haját fogó női akt (gipsz, magasság: 80 cm; Magyar Nemzeti Galéria, Budapest)
- 1925-1934 Széttett lábakkal ülő fiú (gipsz, magasság: 72 cm; Magyar Nemzeti Galéria, Budapest)
- 1925-1934 Kerevetre támaszkodó nő (gipsz, magasság: 55 cm; Magyar Nemzeti Galéria, Budapest)
- 1925-1934 Fejét lehajtó álló női akt (gipsz, magasság: 90 cm; Magyar Nemzeti Galéria, Budapest)

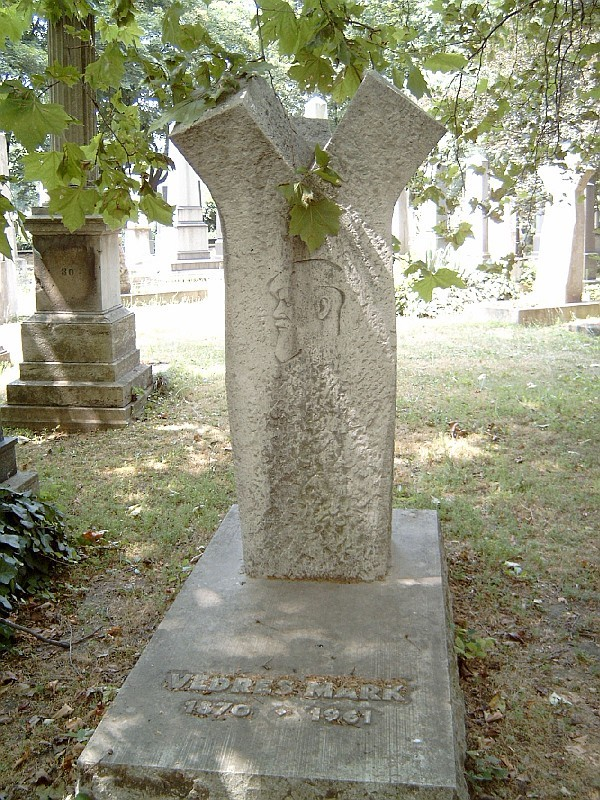
Vedres Márk sírja Budapesten. Kerepesi temető: 34/1-1-33. Tar István alkotása.

- 1925-1934 Kövön ülő női akt (gipsz, magasság: 55 cm; Magyar Nemzeti Galéria, Budapest)
- 1925-1934 Zárt lábakkal ülő fiú (gipsz, magasság: 68 cm; Magyar Nemzeti Galéria, Budapest)
- 1925-1934 Felnéző ülő női akt (gipsz, magasság: 68 cm; Magyar Nemzeti Galéria, Budapest)
- 1925-1934 Combjára támaszkodó ülő női akt (gipsz, magasság: 76 cm; Magyar Nemzeti Galéria, Budapest)
- 1925-1934 Felhúzott lábakkal ülő nő (gipsz, magasság: 63 cm; Magyar Nemzeti Galéria, Budapest)

## Társasági tagság
- Nyolcak

## Díjai (válogatás)
- Kiváló művész (1958)
- Kossuth-díj (1948, 1960)